# Patulina
Patulina é uma micotoxina, encontrada principalmente em maçãs e derivados.